# Philip Kucher

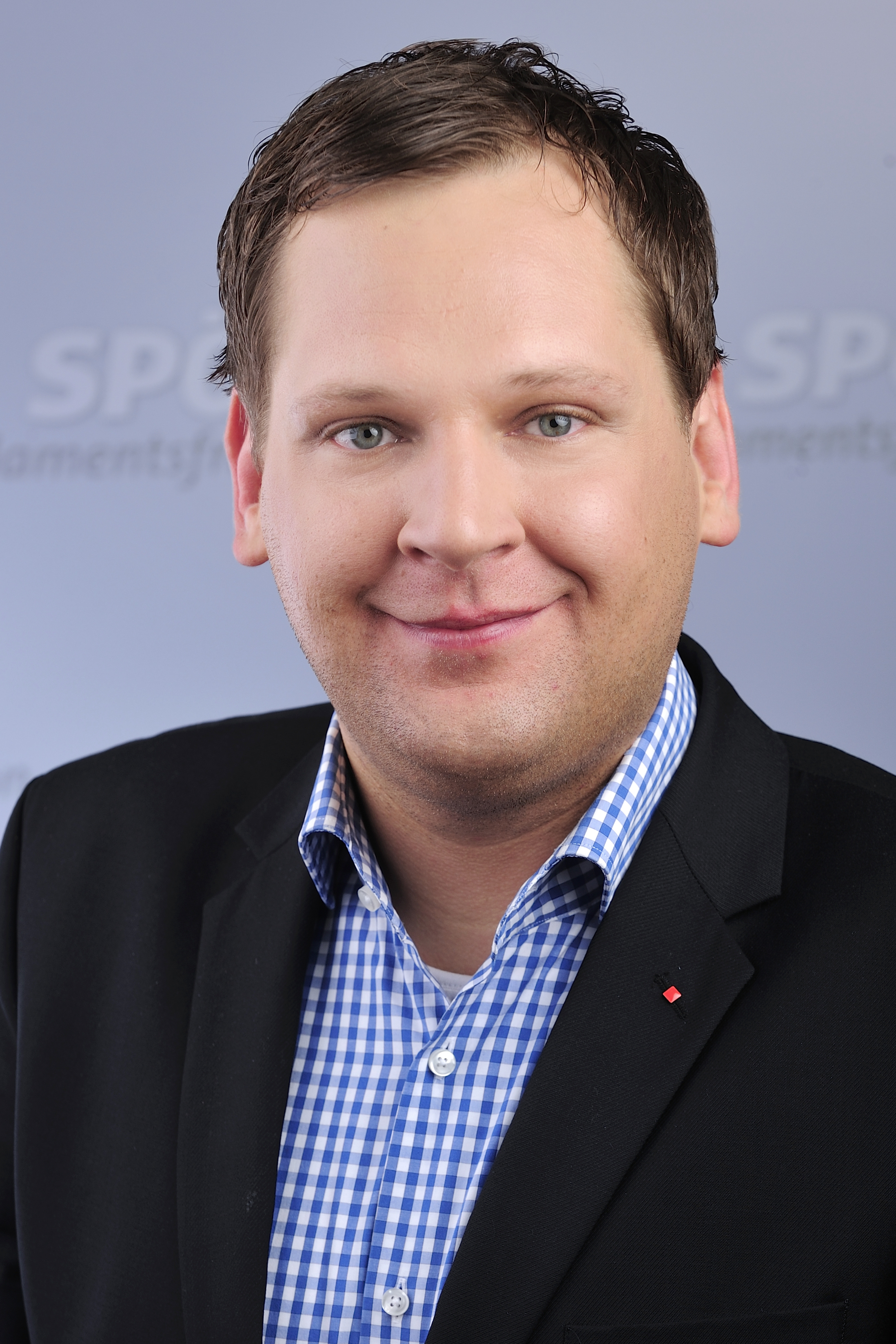
Philip Kucher 2014

Philip Kucher (* 29. September 1981 in Klagenfurt am Wörthersee, Kärnten) ist ein österreichischer Politiker (SPÖ). Kucher ist seit Oktober 2013 Abgeordneter zum österreichischen Nationalrat.

## Leben
Nach Besuch der Volksschule und des Gymnasiums in Klagenfurt legte Philip Kucher im Jahr 2000 die Matura ab. In der Folge absolvierte er seinen Zivildienst beim Roten Kreuz. Danach schrieb sich Kucher an der Universität Klagenfurt ein, an der er Betriebswirtschaftslehre und Psychologie ohne Abschluss studierte. Seit 2011 studiert er an der Donau-Universität Krems Politische Kommunikation.
Seine ersten politischen Erfahrungen sammelte Kucher von 2004 bis 2007, als er in dieser Zeit den Vorsitz des Verbands Sozialistischer Studentinnen und Studenten Österreichs (VSStÖ) in Klagenfurt innehatte. Ebenfalls in dieser Zeit, von 2005 bis 2007, war Kucher Stellvertretender Vorsitzender der Österreichischen Hochschülerinnen- und Hochschülerschaft an der Universität Klagenfurt.
Im Juni 2007 übernahm Kucher die Leitung des Dr.-Karl-Renner-Instituts in Kärnten.
Seit 2008 ist Kucher Mitglied im Vorstand der SPÖ Klagenfurt. Ein Jahr später, 2009, zog er als Abgeordneter der SPÖ in den Gemeinderat der Kärntner Landeshauptstadt ein.
2013 schließlich folgte die Wahl in den österreichischen Nationalrat in Wien.
Philip Kucher war des Weiteren von November 2015 bis November 2021 Bezirksstellenleiter der Bezirksstelle Klagenfurt des Österreichischen Roten Kreuzes, Landesverband Kärnten.
Im SPÖ-Vorsitzstreit war Kucher im Lager von Hans Peter Doskozil, machte aber trotzdem unter Andreas Babler Karriere. 2023 wurde Kucher im Zuge des doppelten Parteiobmannwechsels unter Andreas Babler zum geschäftsführenden Klubobmann im Nationalrat designiert. 2024 wurde Kucher in Vorbereitung auf die Nationalratswahl sowohl zum Spitzenkandidaten der SPÖ Kärnten als auch auf Platz 5 der Bundesliste gewählt. Im Oktober 2024 wurde Babler von der Vollversammlung des SPÖ-Parlamentsklubs zum Klubobmann gewählt und Kucher zu seinem 1. Stellvertreter. Nach der Bildung der Bundesregierung Stocker im März 2025 wurde Kucher Klubvorsitzender.